# Bolívar partido
Bolívar  egy partido (körzet) Argentínában a Buenos Aires tartományban. A fővárosa San Carlos de Bolívar.

## Települések
Localidades
| - San Carlos de Bolívar - Urdampilleta - Pirovano - Hale | - Juan F. Ibarra - Paula - Mariano Unzué - Villa Lynch Pueyrredón | - Paraje Vallimanca - Paraje Villa Sanz |

## Népesség
| Népesség | 9.558 | 25.204   | 36.170  | 33.973 | 33.029 | 33.078 | 32.757 | 32.442 |
| Változás | -     | +163,69% | +43,50% | -6,07% | -2,77% | +0,14% | -0,97% | -0,96% |